# Finally Rich
Finally Rich is het debuut-studioalbum van de Amerikaanse rapper Chief Keef. Het werd uitgebracht op 18 december 2012 op zijn eigen label Glory Boyz Entertainment en Interscope Records. Op het album komen gastoptredens voor van: Lil Reese, 50 Cent, Wiz Khalifa, Young Jeezy, Rick Ross, French Montana, Master P en Fat Trel.

## Tracklist
| 1.                 | Love Sosa                                     | Keith Cozart, Tyree Pittman                     | Young Chop            | 4:06 |
| 2.                 | Hallelujah                                    | Cozart, Pittman                                 | Young Chop            | 3:02 |
| 3.                 | I Don't Like (met Lil Reese)                  | Cozart, Pittman, Tavares Taylor                 | Young Chop            | 4:53 |
| 4.                 | No Tomorrow                                   | Cozart, Michael Williams, Asheton Hogan         | Mike WiLL Made It, A+ | 3:10 |
| 5.                 | Hate Bein' Sober (met 50 Cent en Wiz Khalifa) | Cozart, Pittman, Curtis Jackson, Cameron Thomaz | Young Chop            | 4:40 |
| 6.                 | Kay Kay                                       | Kevin Erondu                                    | K.E. on the Track     | 3:07 |
| 7.                 | Laughin' to the Bank                          | Cozart, Brandon Sum                             | YGOnDaBeat            | 3:47 |
| 8.                 | Diamonds (met French Montana)                 | Cozart, Pittman, Karim Kharbouch                | Young Chop            | 3:05 |
| 9.                 | Ballin'                                       | Cozart, Kaliq Lawrence                          | Leek E Leek           | 3:38 |
| 10.                | Understand Me (met Young Jeezy)               | Cozart, Carl Dixon, Jay Jenkins                 | Casa Di               | 4:04 |
| 11.                | 3Hunna (met Rick Ross)                        | Cozart, Pittman, William Roberts II             | Young Chop            | 3:34 |
| 12.                | Finally Rich                                  | Cozart, Pittman                                 | Young Chop            | 4:13 |
| Totale duur: 45:14 |                                               |                                                 |                       |      |

| 13.                | Citgo          | Cozart, Radoslaw Sobieraj | Young Ravisu | 3:13 |
| 14.                | Kobe           | Cozart, Pittman           | Young Chop   | 3:31 |
| 15.                | Got Them Bands | Cozart, Sum               | YGOnDaBeat   | 3:24 |
| Totale duur: 55:24 |                |                           |              |      |

| 16.                | Don't Make No Sense (met Master P en Fat Trel) | Lil Keis | 4:18 |
| Totale duur: 59:40 |                                                |          |      |

| 17.                | Savage         | Cozart, Bernard Rosser, Brandon Rackley | Nard & B   | 3:08 |
| 18.                | Don't Know Dem | Cozart, Pittman                         | Young Chop | 3:35 |
| Totale duur: 62:07 |                |                                         |            |      |